# Sundby (Dania)
Sundby – miasto w Danii, w regionie Zelandia, w gminie Guldborgsund.